# Nosh A Lody
Nongotamba Shutsa "Nosh" A Lody (sinh ngày 17 tháng 7 năm 1989 ở Likasi) là một cầu thủ bóng đá người Phần Lan gốc Congo hiện đang chơi cho câu lạc bộ Phần Lan Käpylän Pallo tại giải Kakkonen.